# Mayo Clinic
Mayo Clinic – amerykańska organizacja non-profit działająca w branży medycznej. Jej siedziba mieści się w Rochester (Minnesota). Zatrudnia blisko 4,7 tys. lekarzy i naukowców oraz ok. 58,4 tys. współpracującego personelu służby zdrowia. Stowarzyszenie specjalizuje się w leczeniu ciężkich przypadków poprzez wysoce specjalistyczną opiekę zdrowotną. Roczne koszty przeznaczane na badania oraz na pracowników (ok. 3000 osób zatrudnionych na pełny etat) wynoszą ponad 750 mln USD (2017).
Oprócz głównego szpitala w Rochester, w ramach Mayo Clinic funkcjonują też kampusy w Arizonie i Florydzie. W ramach Mayo Clinic Health System funkcjonują placówki stowarzyszone działające w obrębie stanów: Minnesota, Wisconsin i Iowa.
W 2017 roku liczba różnych pacjentów leczących się w Mayo Clinic wynosiła ok. 1,3 mln.

## Historia

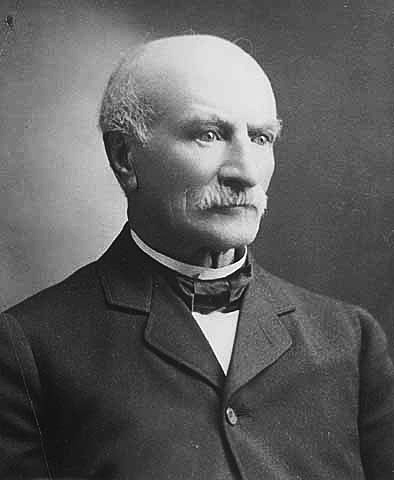
William Worrall Mayo, twórca placówki medycznej, która później przekształcona została w Mayo Clinic.

W 1845 roku William Worrall Mayo (1819–1911) przybył z Anglii do Nowego Jorku. W 1863 roku trafił do Rochester, gdzie został zatrudniony jako nadzorujący chirurg dla komisji poborowej w trakcie wojny secesyjnej. 27 stycznia 1864 roku Mayo zamieścił ogłoszenie w „Rochester City Post” informujące o otwarciu prywatnej spółki medycznej, która miała udzielać pomocy zarówno w dzień jak i w nocy (all calls answered by day or night).
Obaj synowie lekarza, William James Mayo (1861–1939) i Charles Horace Mayo (1865–1939) dorastali w Rochester, i uczęszczali do szkoły medycznej. William ukończył naukę w 1883 roku, a Charles w 1888 roku i po zakończeniu edukacji dołączyli do ojca.
Kiedy pod koniec sierpnia 1883 roku przez Rochester przeszło tornado (37 ofiar śmiertelnych i 200 osób rannych) W.W. Mayo powołany został na stanowisko zarządzającego improwizowanym szpitalem, w którym siostry ze zgromadzenia Sisters of Saint Francis pomagały mu ratować rannych. Siostra przełożona zaproponowała budowę stałej placówki medycznej, zapewniając dostateczną sumę pieniędzy na ten cel, i powierzyła Mayo opiekę nad nowo powołaną instytucją. Szpital otwarto w 1889 roku pod nazwą Saint Mary’s Hospital. Placówka szybko stała się popularna, wpierw jako Mayo Clinic, a później (1915) jako Mayo Foundation.

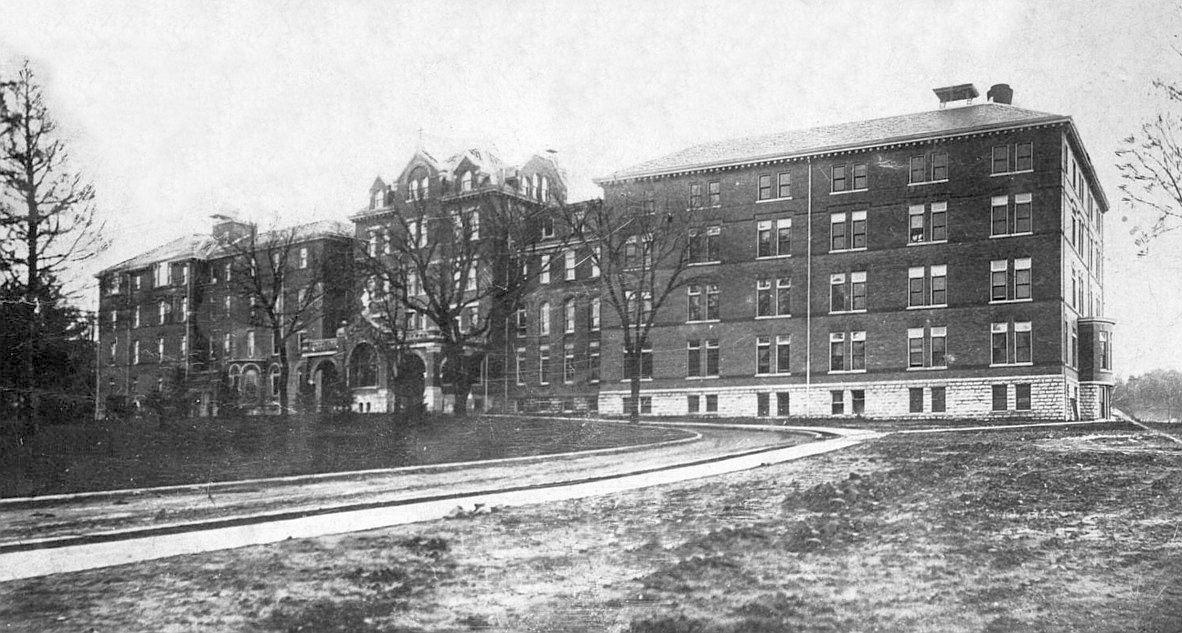
St. Mary’s Hospital (1910)

W 1892 roku W.W. Mayo przeszedł na emeryturę, a szpital i prywatny gabinet powierzył synom. Zanim to zrobił poprosił dra Augustusa Stinchfielda, jednego z najlepszych lekarzy jakich znał, by dołączył do jego synów, a Stinchfield chętnie się zgodził na współpracę. Kiedy instytucja się rozwijała, doktorzy Christopher Graham, E. Star Judd, Henry Stanley Plummer, Melvin Millet i Donald Balfour dołączyli do zespołu. W 1903 roku wspólnie otworzyli placówkę. Pierwotnie była to jedynie klinika chirurgiczna. W 1911 roku W.W. Mayo zmarł.
W 1914 roku, kiedy w szpitalu zaczęło brakować przestrzeni na praktyki medyczne, postawiono nowy budynek. W tym samym roku szpital oficjalnie otrzymał nazwę Mayo Clinic. Placówka wyposażona była wówczas w pierwszy w kraju tak rozbudowany telefoniczny system przywoławczy.
W 1986 roku organizacja Mayo Clinic formalnie połączyła się z Rochester Methodist Hospital i Saint Mary’s Hospital.

## Rankingi
Po wielu latach funkcjonowania na amerykańskim rynku Mayo Clinic uznawana jest za jeden z najlepszych szpitali w Stanach Zjednoczonych, a internetowy magazyn U.S. News w 2017 roku umieścił tę medyczną sieć na 1. miejscu swojego zestawienia (U.S. News 2017–18 Best Hospitals Honor Roll) wśród placówek medycznych w całym kraju. W 2017 roku organizacja została sklasyfikowana na 84. pozycji na liście 100 najlepszych przedsiębiorstw pod względem warunków pracy (100 Best Companies to Work For), która opublikowana została przez czasopismo „Fortune” (14 lat w tym zestawieniu).

## Lokalizacje

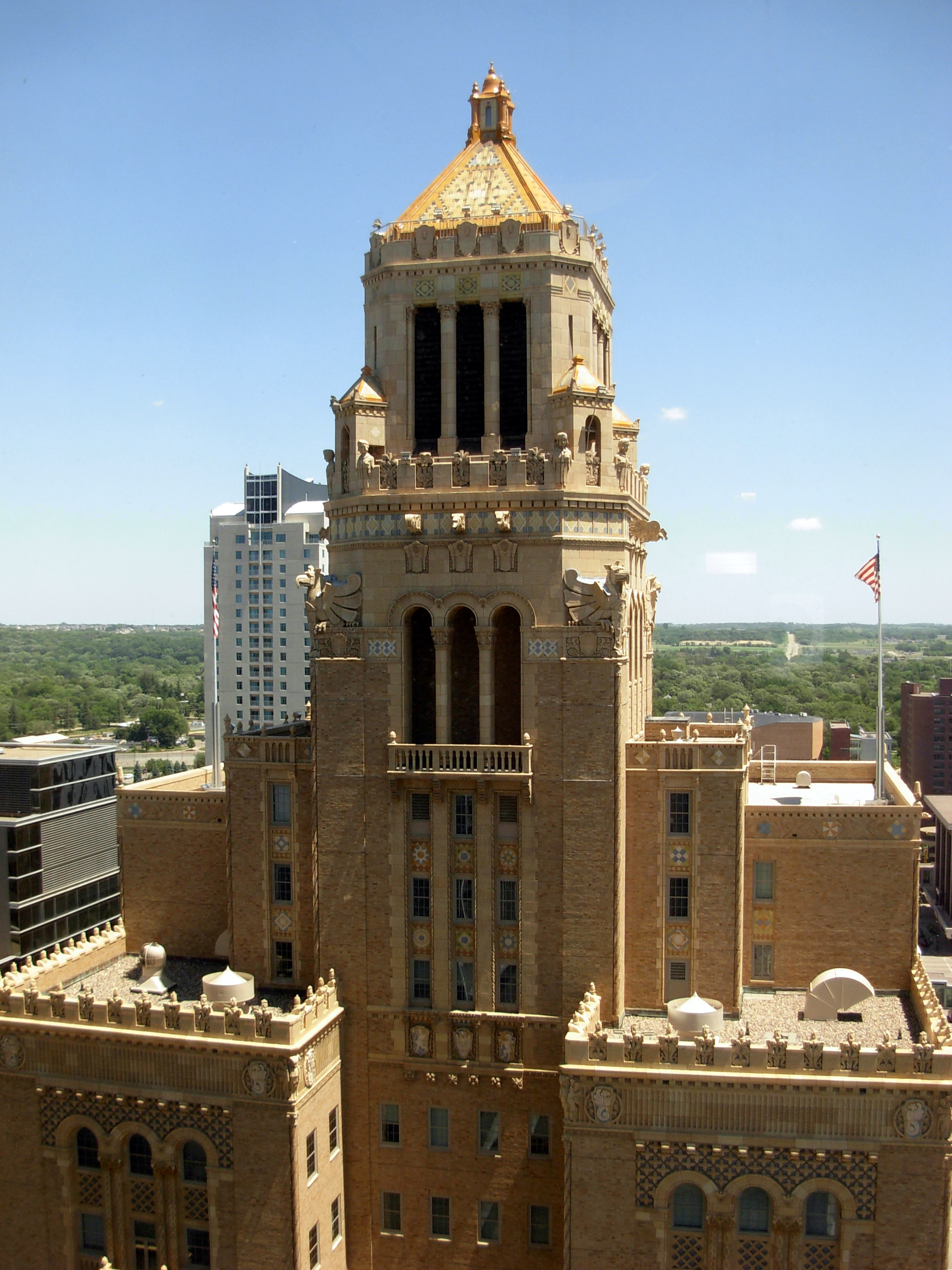
Plummer Building w Rochester (Minnesota).

Organizacja Mayo Clinic obecna jest na terenie trzech amerykańskich obszarów metropolitarnych: Rochester (Minnesota), Jacksonville (Floryda) i Phoenix–Scottsdale (Arizona). Mayo Clinic zatrudnia ponad 35 000 osób w głównym kampusie w Rochester, a w oddziałach w Arizonie i Florydzie pracuje odpowiednio: ok. 6,6 tys. i 5,8 tys. osób (stan na: 2017-12-31). Organizacji podlega częściowo Mayo Clinic Health System, którym zarządza. W skład MCHS wchodzi ponad 70 placówek medycznych (oprócz tego jest właścicielem 17 szpitali i 8 domów zdrowia) na terenie stanów Minnesota, Iowa i Wisconsin. W tej sieci placówek zdrowotnych zatrudnionych jest niespełna 15,5 tys. osób (2017).
Mayo Clinic zarządza też siecią placówek edukacyjnych Mayo Clinic College of Medicine and Science, która zrzesza szkoły medyczne, kształcące studentów, lekarzy, naukowców oraz stowarzyszonych pracowników służby zdrowia.
W 2017 roku uruchomiono w Londynie niezależną filię mającą w przyszłości zarządzać kliniką, której otwarcie w stolicy Anglii zaplanowane jest na początek 2019 roku. Placówka ma być uruchomiona w ramach partnerstwa amerykańskiej organizacji z Uniwersytetem Oksfordzkim i Oxford University Hospitals NHS Foundation Trust.

## Galeria

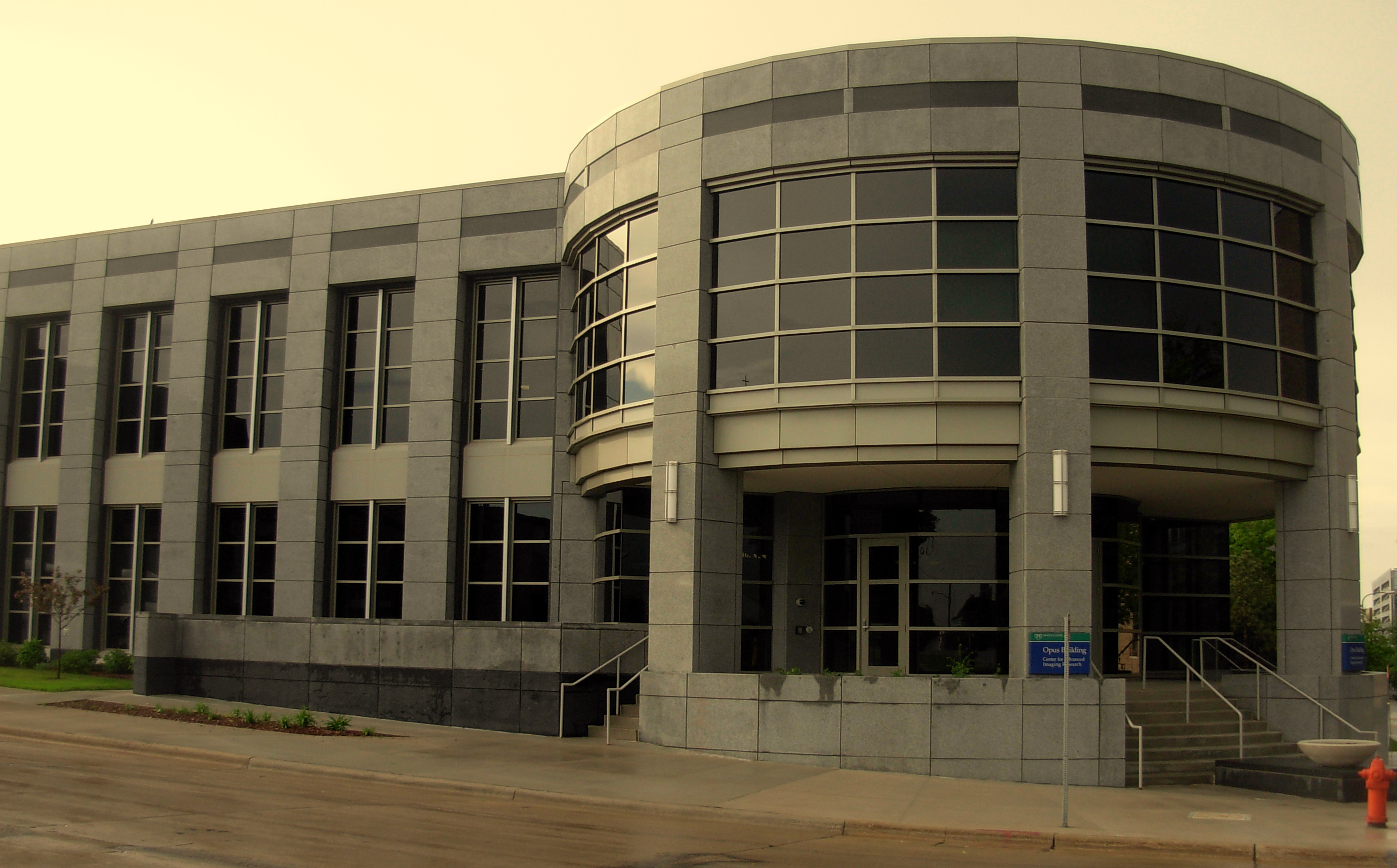
Opus Imaging Research Building (Rochester).
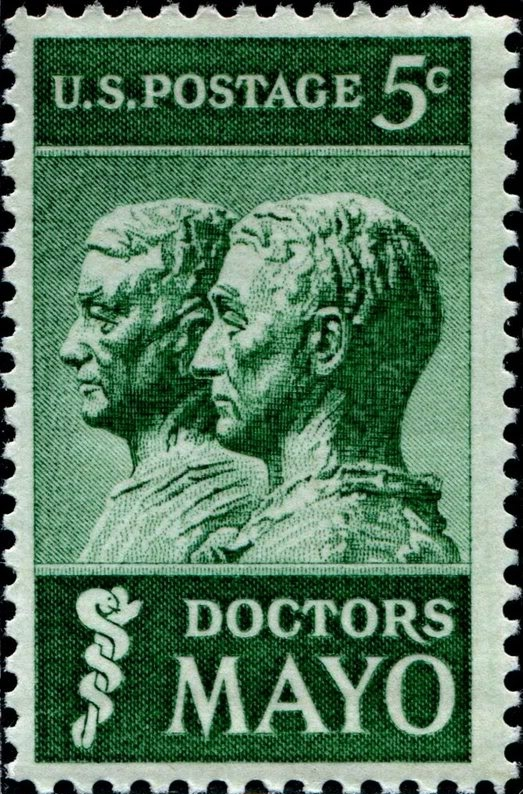
Bracia Mayo na amerykańskich okolicznościowych znaczkach (1964).
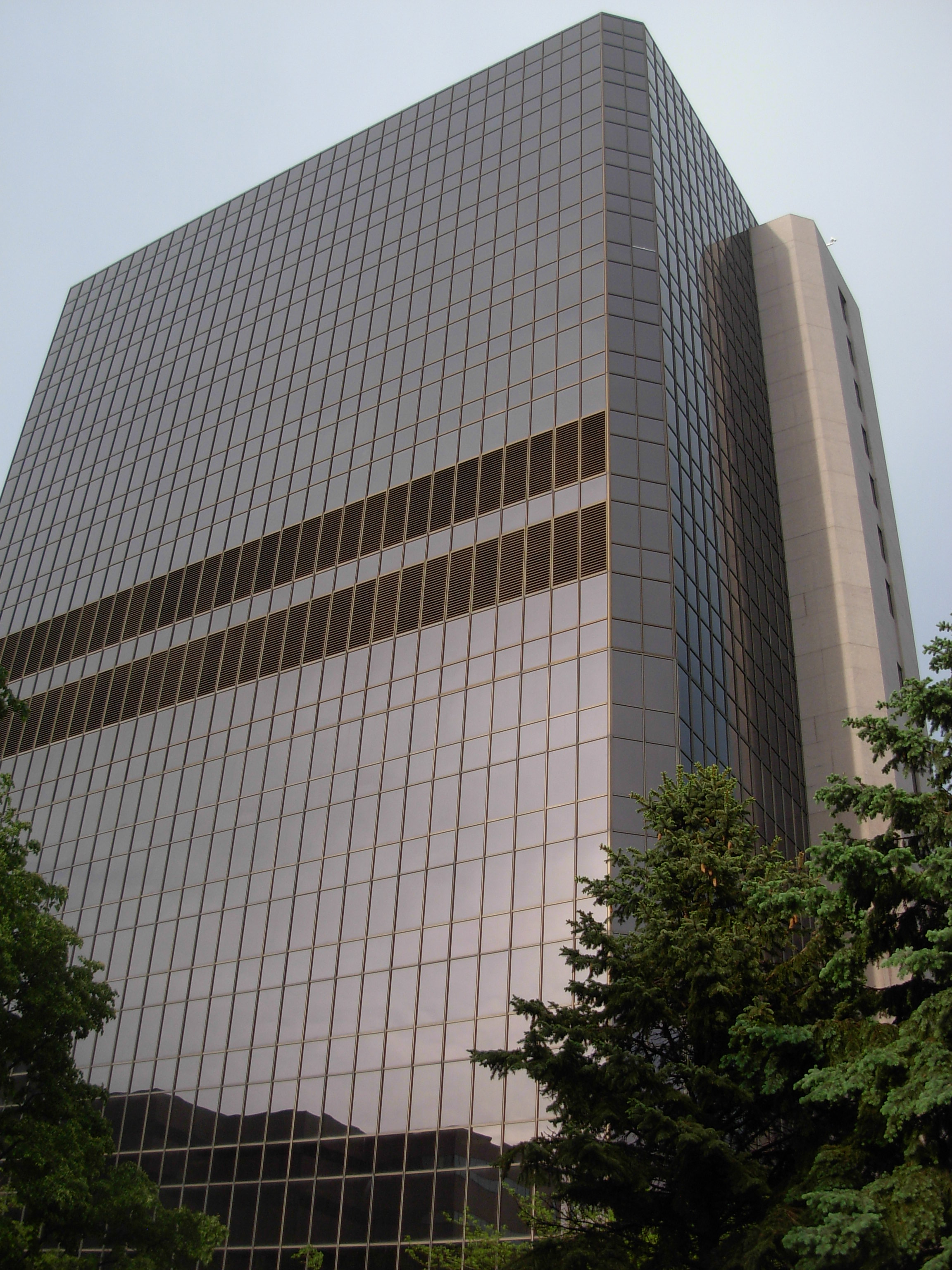
Guggenheim Building (Rochester).